# Malá Štáhle
Malá Štáhle är en ort i Tjeckien. Den ligger i den östra delen av landet, 210 km öster om huvudstaden Prag. Malá Štáhle ligger 570 meter över havet och antalet invånare är 140.
Terrängen runt Malá Štáhle är platt åt sydost, men åt nordväst är den kuperad. Malá Štáhle ligger nere i en dal. Runt Malá Štáhle är det ganska tätbefolkat, med 56 invånare per kvadratkilometer. Närmaste större samhälle är Bruntál, 9,7 km öster om Malá Štáhle. Omgivningarna runt Malá Štáhle är en mosaik av jordbruksmark och naturlig växtlighet.